# Auletobius ater
Espèce
Auletobius ater  est une espèce d'insectes appartenant à la famille des Attelabidae.